# Gunung Jamur Ampat
Gunung Jamur Ampat är ett berg i Indonesien.   Det ligger i provinsen Aceh, i den västra delen av landet, 1 500 km nordväst om huvudstaden Jakarta. Toppen på Gunung Jamur Ampat är 663 meter över havet, eller 98 meter över den omgivande terrängen. Bredden vid basen är 2,2 km.
Terrängen runt Gunung Jamur Ampat är huvudsakligen kuperad, men österut är den platt.Runt Gunung Jamur Ampat är det glesbefolkat, med 18 invånare per kvadratkilometer. I omgivningarna runt Gunung Jamur Ampat växer i huvudsak städsegrön lövskog.